# Castel San Pietro TI
| TI ist das Kürzel für den Kanton Tessin in der Schweiz. Es wird verwendet, um Verwechslungen mit anderen Einträgen des Namens Castel San Pietro zu vermeiden. |

Castel San Pietro. Historisches Luftbild von Werner Friedli (1964)

Castel San Pietro ist eine politische Gemeinde sowie ein Dorf im Schweizer Kanton Tessin. Die Gemeinde gehört zum Bezirk Mendrisio beziehungsweise innerhalb dessen zum Kreis Balerna.

## Geographie
Die Gemeinde Castel San Pietro erstreckt sich über die ganze westliche Seite des Muggiotals bis zum Monte Generoso.
Die Nachbargemeinden sind im Norden Val Mara, Centro Valle Intelvi (IT-CO), im Osten Breggia, im Süden Morbio Inferiore, Balerna, Coldrerio und im Westen Mendrisio.

## Geschichte
865 findet sich das Dorf erstmals erwähnt, als der kaiserliche Gefolgsmann Sigeradus den Ort dem Kloster Sant’Ambrogio in Mailand schenkte. Ab der Mitte des 13. Jahrhunderts war es wechselweise im Besitz des Bischofs von Como und der Familien Russ und Rusconi, bis es Ende des 14. Jahrhunderts endgültig letzteren zufiel. 1343 stiftete der Bischof von Como, Bonifatius Quadri aus Modena, in der Burg ein Kirchlein, die später in Erinnerung an den blutigen Streit zwischen den Bosia und Rusconi 1390 Capella rossa («rote Kapelle») genannt wurde.
2004 wurden die zuvor selbständigen Gemeinden Casima und Monte sowie die Ortschaft Campora, vormals Teil der Gemeinde Caneggio, nach Castel San Pietro eingemeindet. Castel San Pietro bildet nach wie vor eine eigenständige Bürgergemeinde.

## Bevölkerung
Einwohnerzahlen: Volkszählungsdaten

## Bilder

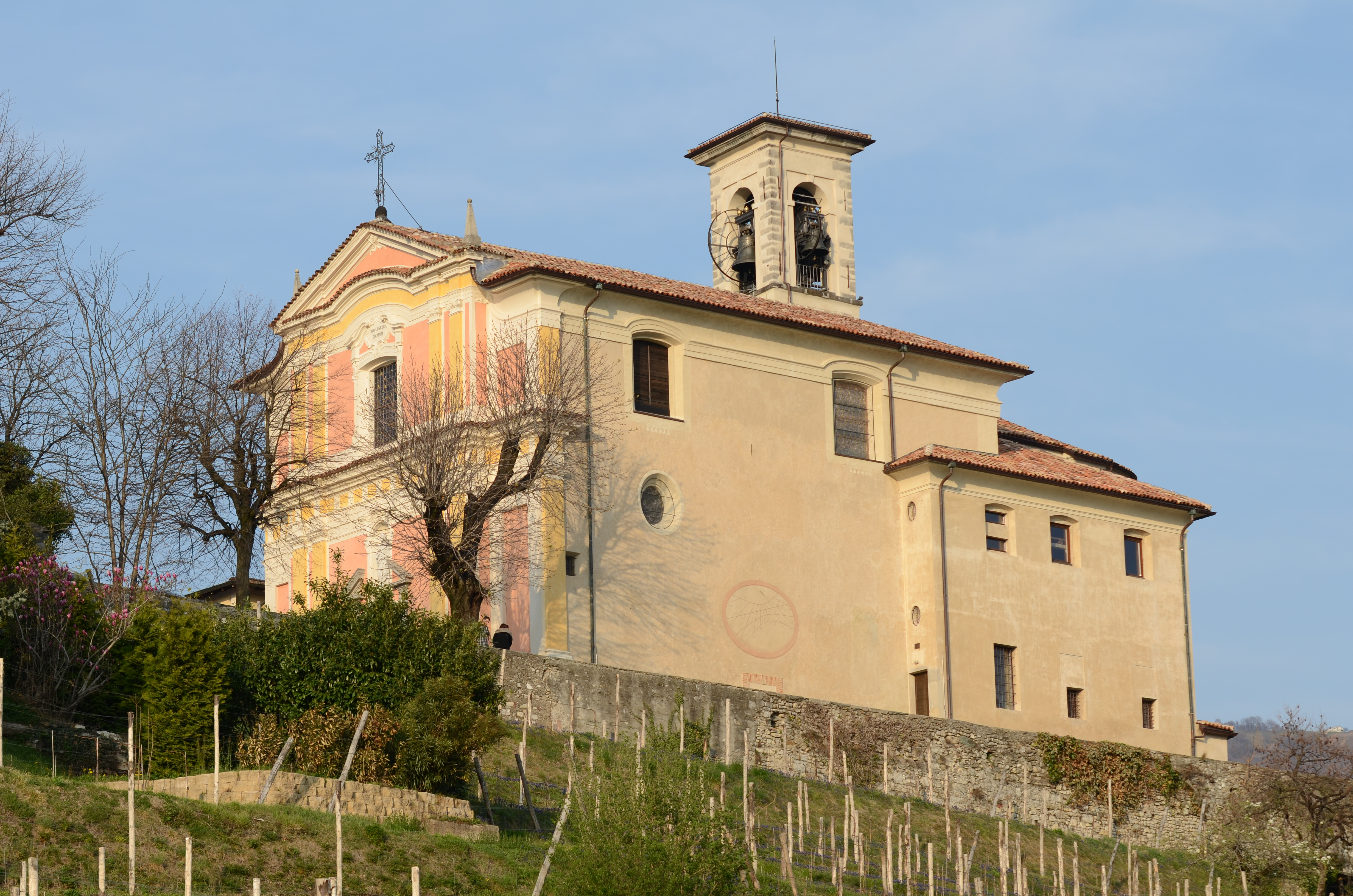
Pfarrkirche Sant’Eusebio
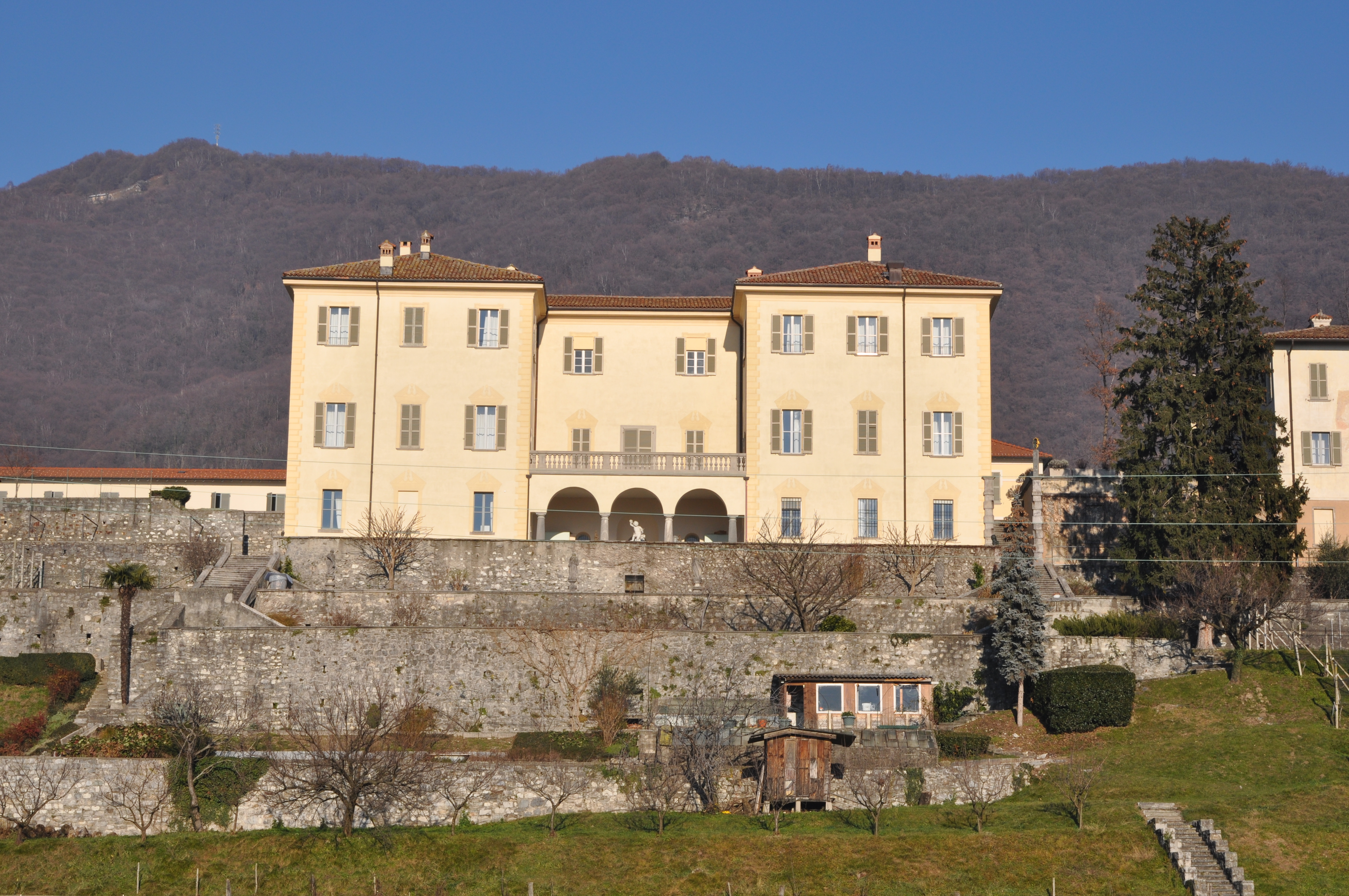
Villa Turconi
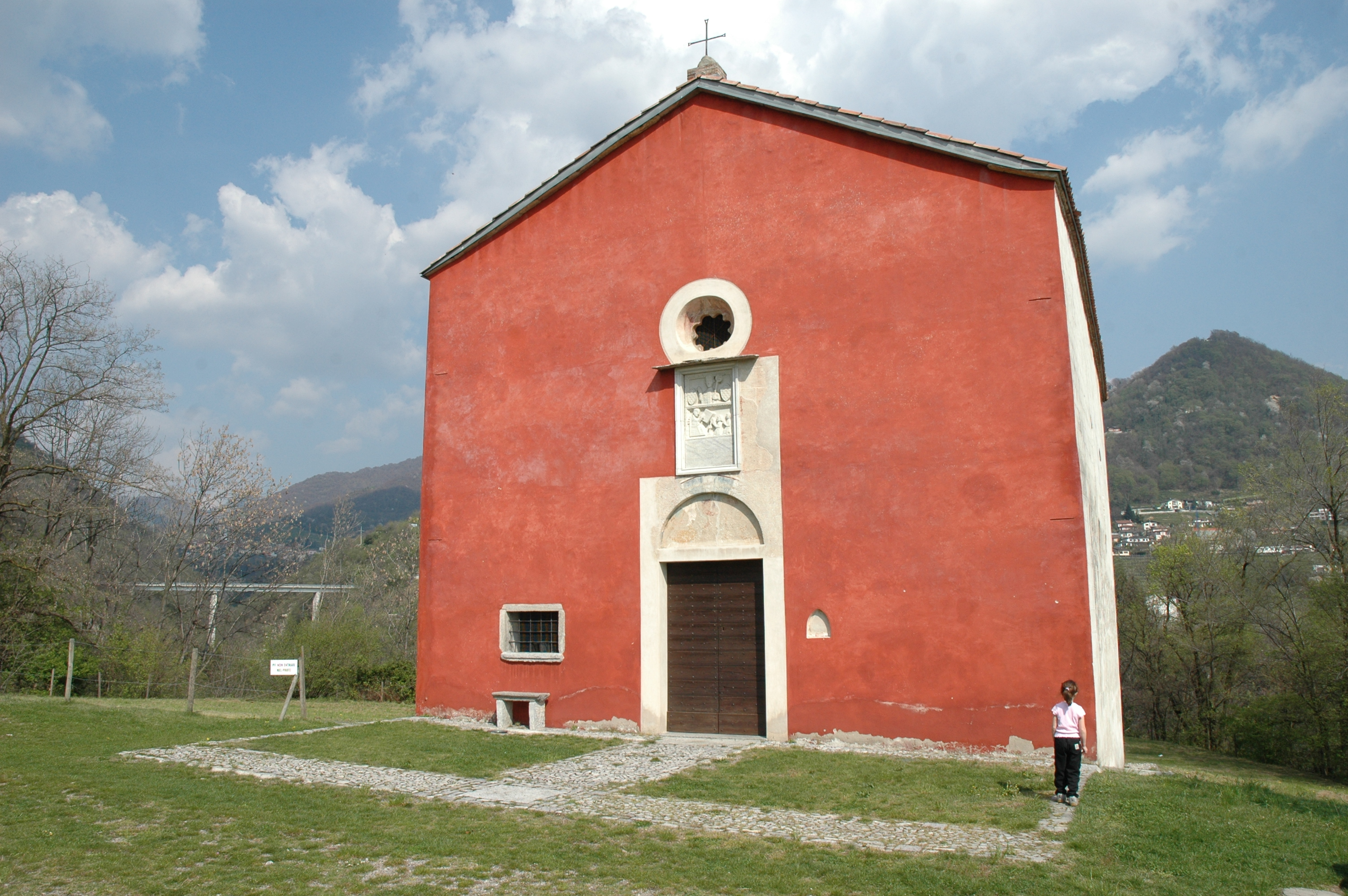
Kirche San Pietro (Rote Kapelle)
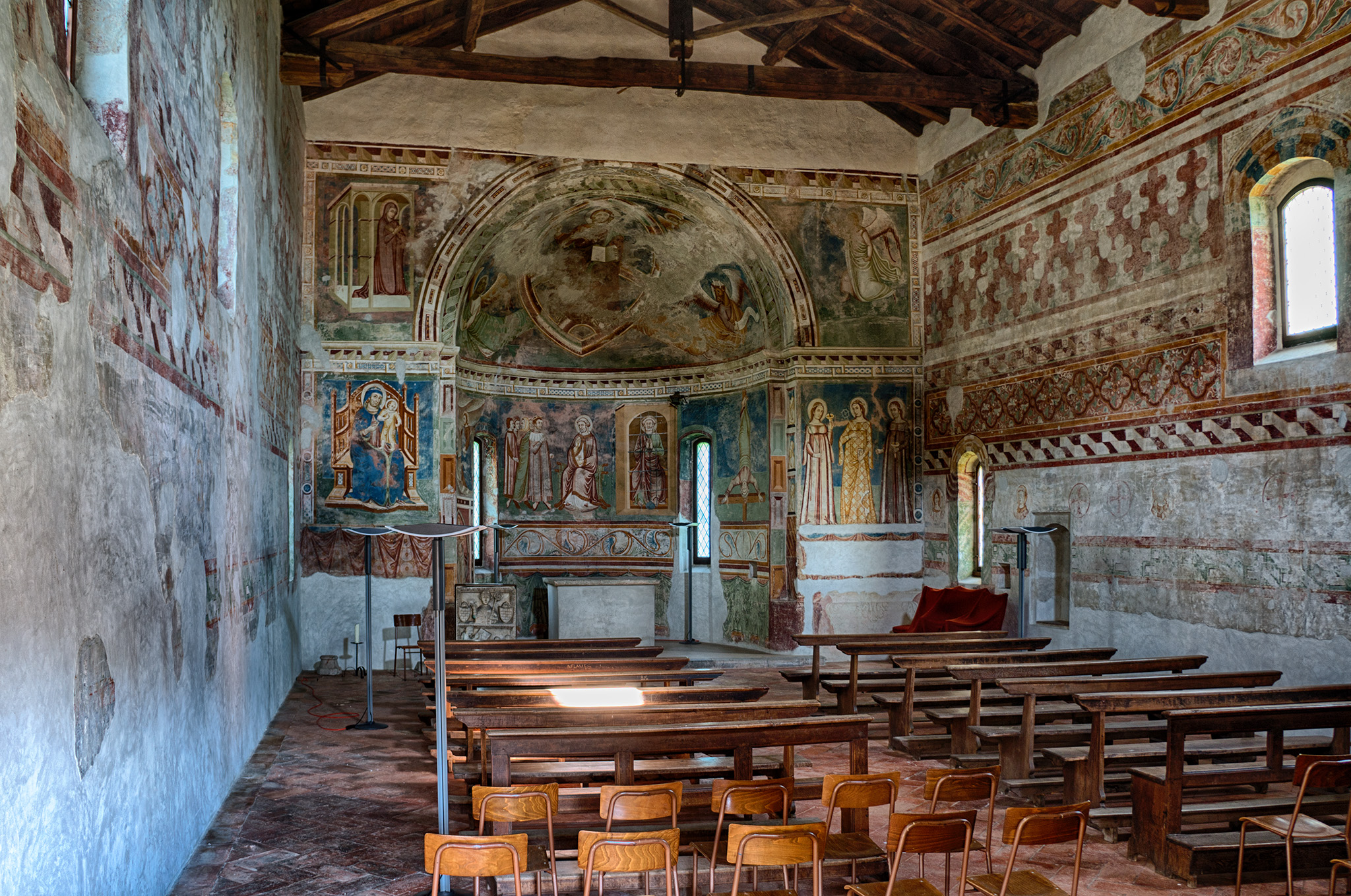
Rote Kapelle, Innenraum
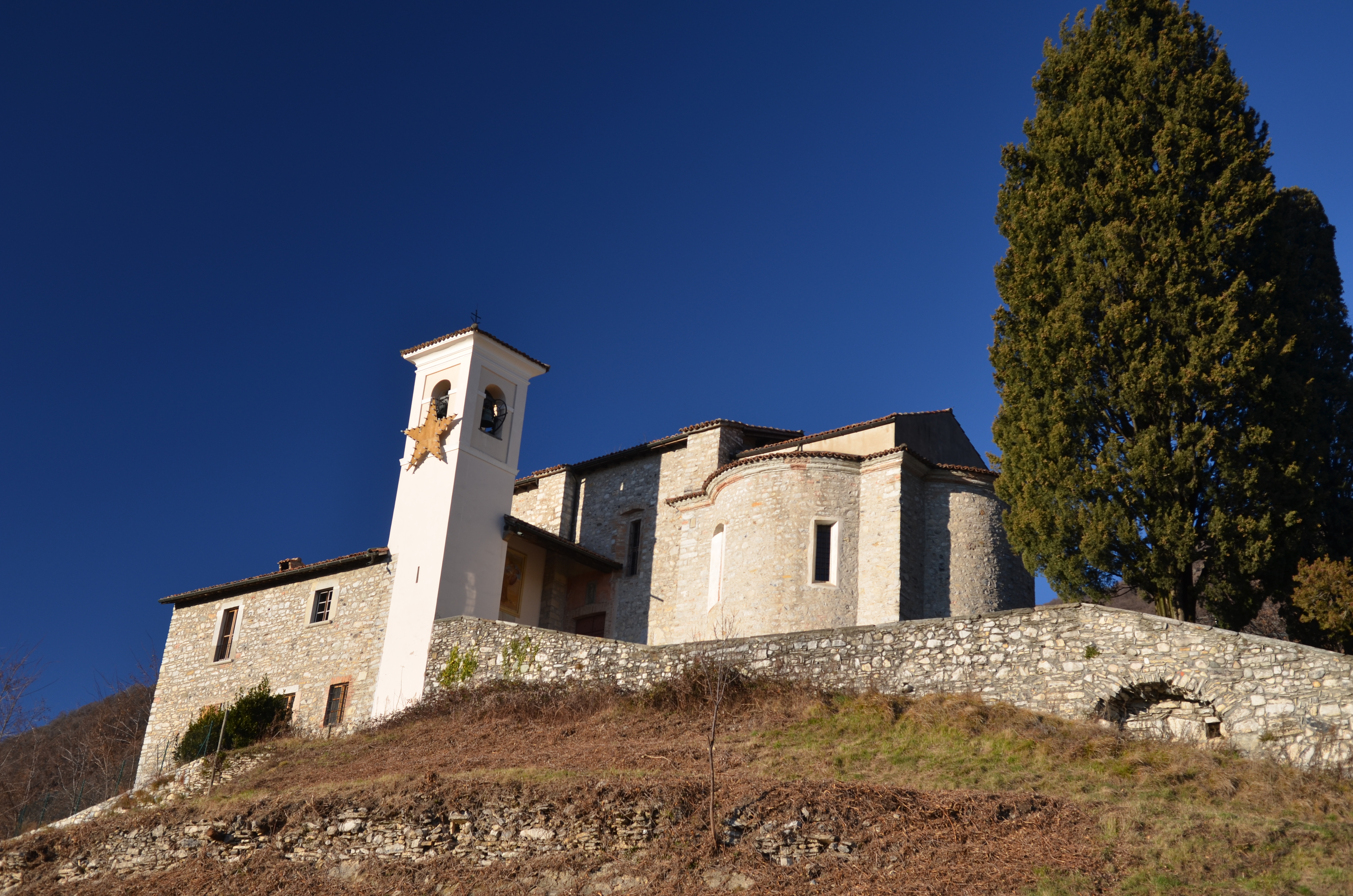
Kirche Sant’Antonino im Ortsteil Obino
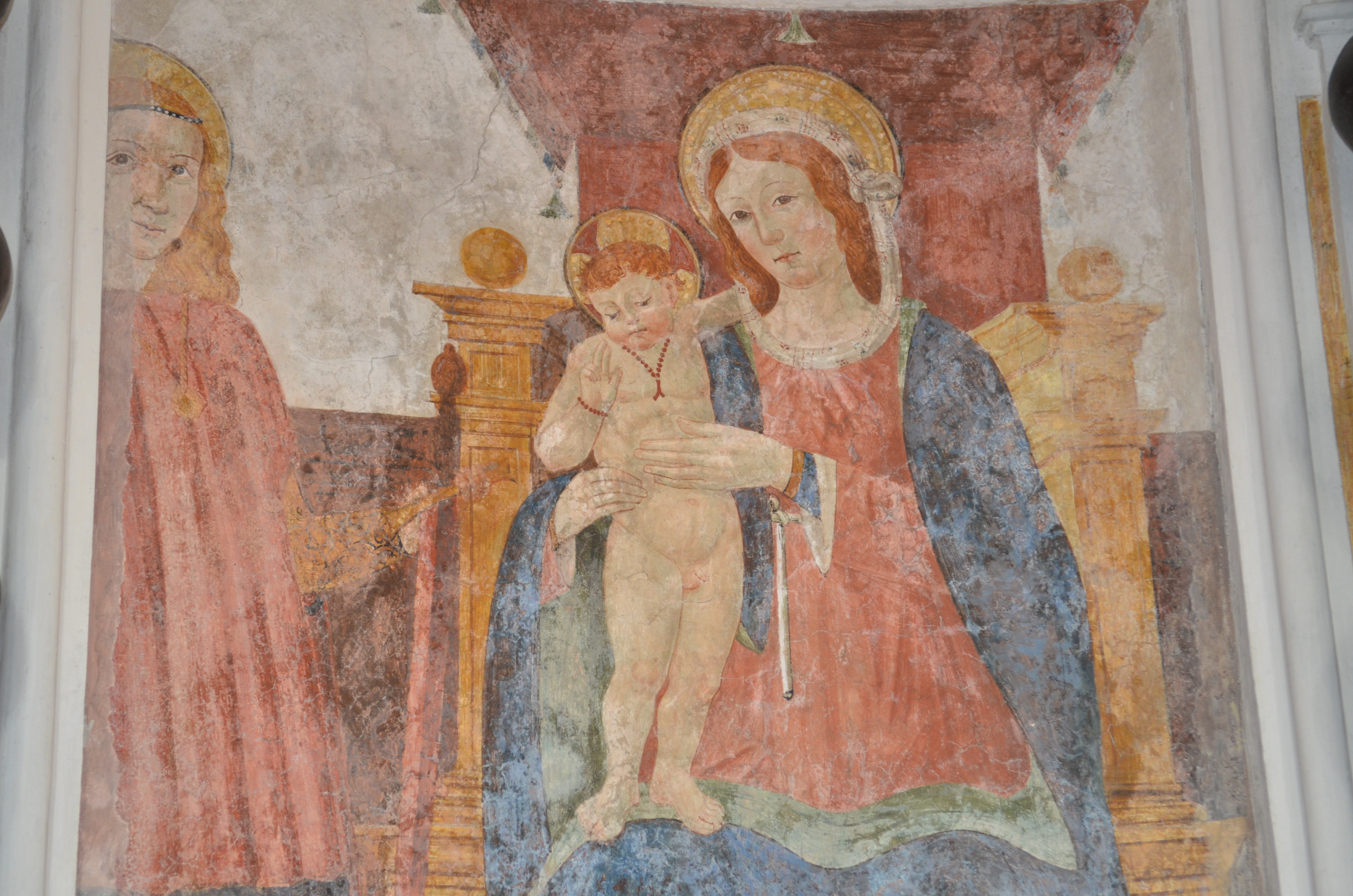
Kirche Sant’Antonino, Fresko Madonna mit Kind und Heilige
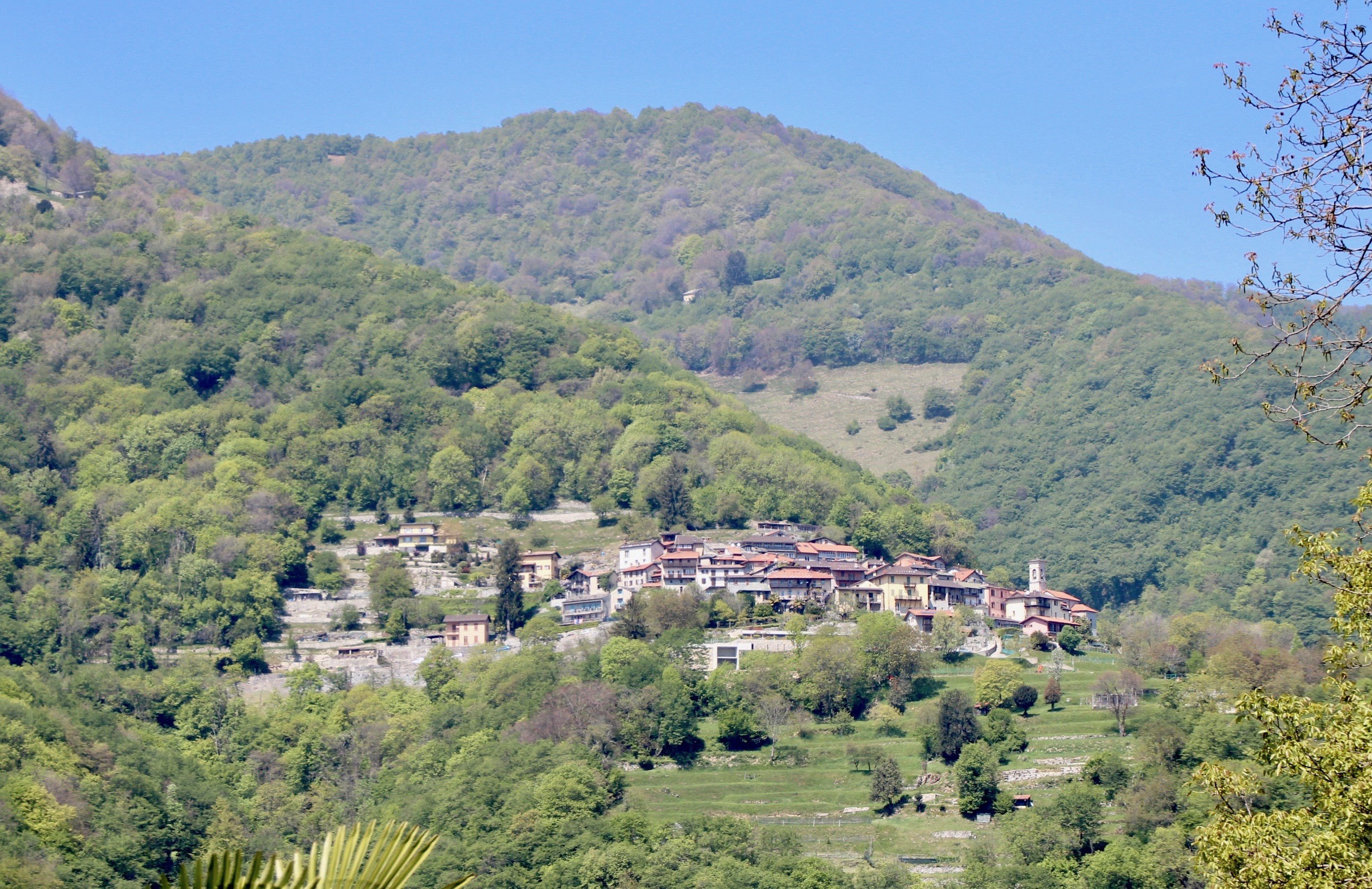
Fraktion Monte
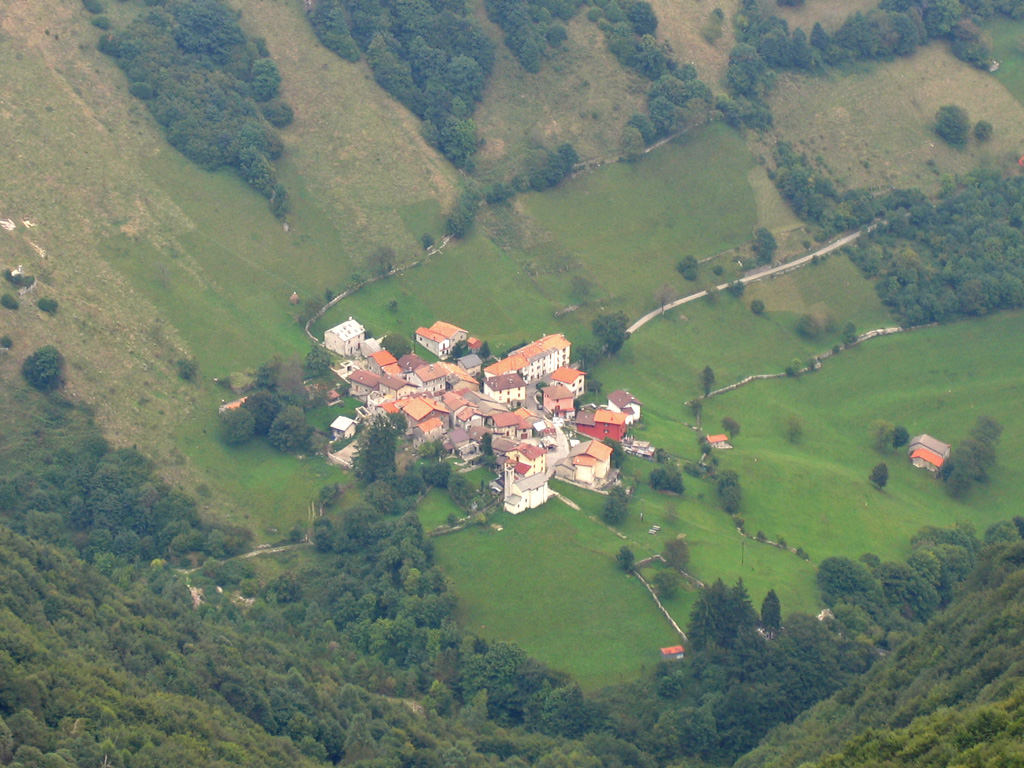
Weiler Erbonne
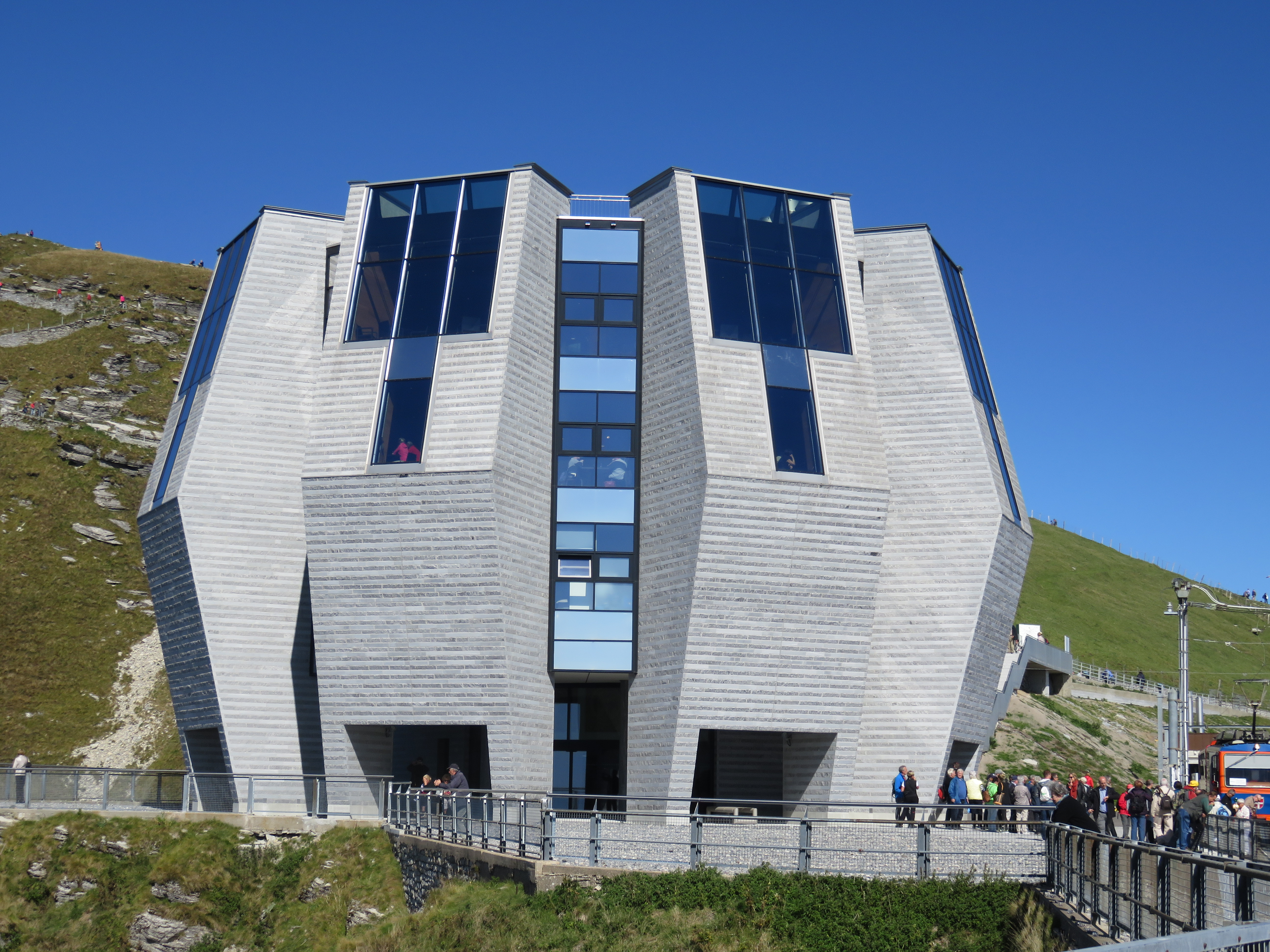
Restaurant Fiore di Pietra auf Monte Generoso

## Sehenswürdigkeiten
Die Ortsbilder von Castel San Pietro, Campora, Casima und Monte sind im Inventar der schützenswerten Ortsbilder der Schweiz (ISOS) als schützenswertes Ortsbild der Schweiz von nationaler Bedeutung eingestuft.
- Pfarrkirche Sant’Eusebio aus dem 17. Jahrhundert (Architekt Agostino Silva)[13][14]
- Kirche San Pietro (Rote Kapelle), erbaut 1343 auf Grundmauern des Frühmittelalters[13][15]
- Kirche Sant’Antonino, im Ortsteil Obino aus dem 15. Jahrhundert mit Fresken[13]
- Kirche dell’Addolorata und San Carlo im Ortsteil Casima[13]
- Kirche Sant’Antonio abate im Ortsteil Monte TI[13]
- Villa Turconi im Ortsteil Loverciano, erbaut 1671–1723[13][16] mit Park[13]
- Gräber aus der Römerzeit[13]
- Burg San Pietro (Ruine)[13]
- Steinbrücke im Ortsteil Campora[13]
- Breggiaschluchten-Park (seit 2001 zugänglich)